# 新洲站 (武汉市)
新洲站位于湖北省武汉市新洲区旧街街道七里岗村，是京九铁路的一座火车站，等级为五等站，距北京西站1121公里，距常平站1194公里，本站及相邻上下行区间均为电气化区段。车站建于1996年，曾办理过客运业务，2003年时年客运量约为3万人，2006年4月1日起停办。现仅办理货运业务。